# Teholica
Teholica (tudi Dholica, uradno Teholica ob Vrbskem jezeru nemško Techelsberg am Wörther See) je občina na zgodovinsko dvojezičnem območju Južne Koroške, v okraju Celovec-dežela.

## Geografija

### Zemljepisna lega
Področje občine Teholica se razteza od južnega pobočja Osojskih Tur vse do severne obale Vrbskega jezera. Na območju občine se poleg dela Vrbskega jezera nahaja tudi drugo, manjše jezero Boršt (nemško Forstsee).

### Naselja v občini
Občina Teholica je razdeljena na štiri katastrske občine: Šentjernej na gori (nemško St. Bartlmä), Šmartin pri Teholici (St. Martin am Techelsberg), Tibiče (Tibitsch) in Trabenče (Trabenig-Ebenfeld). Območje občine zajema naslednjih 17 naselij (v oklepajih število prebivalcev iz leta 2001):
| - Varpovče (Arndorf (174) - Ravne (Ebenfeld) (38) - Skrilje (Greilitz) (44) - Hodajnče (Hadanig) (63) - Karov (Karl) (48) - Na Paforu (Pavor) (38) | - Podobje na Teholici (Pernach) (64) - Žaga (Saag) (61) - Šentjernej na gori (St. Bartlmä) (179) - Šmartin pri Teholici (Sankt Martin am Techelsberg) (205) - Črniče (Schwarzendorf) (90) - Sekulče (Sekull) (406) | - Tibiče (Tibitsch) (126) - Toporje (Töpriach) (205) - Tešinja (Töschling) (168) - Trabenče (Trabenig) (53) - Treblje (Trieblach) (97) |

### Sosednje občine
|                  | Trg     |             |
| Vrba na Koroškem |         | Možberk     |
| Vrba na Koroškem | Škofiče | Poreče Otok |

## Zgodovina
Kraji okoli Teholice so bili poseljeni že v rimskih časih. Skozi vasi Trabenče, Hodajnče in Šentjernej na gori je v antiki potekala rimska cesta.
Po naselitvi Slovanov v Vzhodnih Alpah je pripadlo območje Teholice v okvir samostojne kneževine Karantanije, iz katere se v visokem srednjem veku razvije sodobna vojvodina, kasneje zvezna dežela Koroška.
Sredi 12. stoletja prvič izpričana naselbina Tohelach je v poznem srednjem veku prevzela ime zavetnika svoje župnijske cerkve, Sv. Martina; prva pisna omemba tega imena izhaja iz leta 1319. Današnja podružnična cerkev Sv. Jerneja v vasi Šentjernej na gori je bila prvič omenjena leta 1363.
Področje župnije Sv. Martin se je do leta 1848 prekrivalo z zahodnim delom področja deželnega sodišča Leonstein v Porečah. Iz obeh delov je bila leta 1850 ustanovljena civilna občina Sv. Martin pri Teholici. Z izjemo majhne spremembe občinskih meja leta 1973 je ostalo območje občine od tistih časov praktično enako. Leta 1939 se je občina preimenovala v "Teholico" , leta 1968 pa se je njen naziv uradno dopolnil še z geografskim pojasnilom "ob Vrbskem jezeru".
Teholica je do 20. stoletja ležala tik ob slovensko-nemški jezikovni meji na Koroškem, oziroma jugovzhodno od nje. Območje med severno obalo Vrbskega jezera in Osojskimi Turami je bilo med vsemi slovensko govorečimi kraji Južne Koroške deležno najzgodnejše germanizacije, katere drugi val se je začel sredi 19. stoletja. V procesu je postala Teholica do konca 1. svetovne vojne že močno dvojezična, vendar je ohranila dovolj slovenskega elementa, da je bila vključena v cono B plebiscitnega ozemlja. Kljub močnim asimilacijskim pritiskom v poplebiscitnem obdobju se je slovenščina na področju Teholice še ohranila, o čemer priča tudi zgodba odpornika proti nacizmu Antona Urana, ki je izhajal iz dvojezične družine.

## Prebivalstvo

### Zgodovinska slika
Po zadnjem Avstro-Ogrskem popisu prebivalstva iz leta 1910 je okoli 38% prebivalcev takratne občine Sveti Martin na Dholici (Sankt Martin am Techelsberg) navedlo slovenščino kot svoj vsakdanji pogovorni jezik.
| Občina                                              | Število slovensko govorečih 1910 | Število nemško govorečih 1910 |
| --------------------------------------------------- | -------------------------------- | ----------------------------- |
| Sveti Martin na Dholici/Sankt Martin am Techelsberg | 530 (38%)                        | 874 (62%)                     |

### Danes
Po popisu prebivalstva iz leta 2001 je imela Teholica ob Vrbskem jezeru  2059 prebivalcev, od tega jih je imelo 96,2 % avstrijsko, 2,0 % pa nemško državljanstvo.
V popisu 2001 se je 0,2% prebivalcev občine Teholica izreklo za pripadnike slovenske narodne skupnosti.
83,1 % prebivalstva se je izreklo za pripadnike katoliške veroizpovedi, 5,0 % pa se je prištelo k evangeličanom. 8,3% se ni izreklo za nobeno uradno veroizpoved.

## Kultura in znamenitosti
- Župnijska cerkev Sv. Martina v Šmartinu pri Teholici leži na nekoliko privzdignjenem kraju na severu naselja. Izvorno romanska cerkev je bila prvič uradno omenjena leta 1319.
- Kaplanija v Sv. Martinu je služila za kaplanovo stanovanje. Zadnji kaplan v kraju je bil nastavljen leta 1854. Danes se kaplanija uporablja za duhovno oskrbo občanov. Ocenjuje se, da je zgradba stara okoli 500 let in je bila 30. julija 2002 tudi spomeniško zaščitena.
- Podružnična cerkev Sv. Jerneja v Šentjerneju na gori, ki jo obkroža pokopališče z zidom, je bila prvič omenjena v pisnih virih leta 1363 in je zgrajena v gotskem slogu.
- Podružnična cerkev Sv. Jurija v Tibičah je bila prvič omenjena v pisnih virih leta 1616. Zgrajena je v baročnem slogu.
- Gozdna kapelica Sv. Jožefa v Tibičah se nahaja v gozdu vzhodno od Borškega jezera. Zgrajena je bila v letih 1958/59, ima tipično koroško strmo skodelnato streho, v njej pa so shranjene številne naslikane in izrezljane ljudske votivne podobice iz 19. stoletja.
- Čahovnikov križ vzhodno od vasi Varpovče (nemško Arndorf) je bil postavljen leta 1499. Gre za največje znamenje na Koroškem, 8 metrov visoko in 2 metra široko, s poslikavami Sv. Martina, Kristusa na križu, Marije z otrokom, angelov in svetnikov. Na vrhu znamenja se nahaja zvezda s Kristusovim monogramom IHS. Dragoceno znamenje je bilo 17. februarja 1993 postavljeno pod posebno spomeniško varstvo.
- Elektrarna Boršt je hidroelektrarna, prvič pognana leta 1925. Od leta 1998 je elektrarna pod spomeniškim varstvom.

### Kamnolom marmorja
V preteklosti se je na področju občine, predvsem v Tešinji, kopal tako imenovani poreški marmor, katerega zaloge pa so do danes že izčrpane. Poreški marmor je bel,  z vmesnimi rožnatimi odtenki. Kamnolom sicer še vedno obratuje in ga je možno videti iz ceste ob severni obali Vrbskega jezera.

## Gospodarstvo in infrastruktura
Dve naselji občine Teholica, ki ležita ob obali Vrbskega jezera,  Tešinja in Sekulče, sta relativno pozno ujeli priključek s sosednjimi, bolj znanimi turističnimi kraji, kot sta denimo Vrba ali Poreče. V močno gozdnatem zaledju občine pa še vedno prevladujeta kmetijstvo in gozdarstvo.
Skozi področje občine teče avstrijska južna avtocesta, ki povezuje Gradec, Celovec in Beljak z Italijo. Vzporedno z njo poteka ob severnem bregu Vrbskega jezera tudi železniška povezava med Celovcem in Beljakom.

### Grb
Modri ščit nakazuje lego Teholice ob vodah Vrbskega jezera, ostali trije predmeti pa se navezujejo na najslavnejšega prebivalca občine, znamenitega koroškega kronista Jakoba Unresta, ki je bil leta 1466 postavljen za župnika pri Sv. Martinu in je leta 1500 tam tudi umrl. Odprta knjiga in gosje pero sta simbol kronista, pri čemer je gosje pero tudi atribut zavetnika župnije, Sv. Martina. Turška sablja spominja na čase turških vpadov na Koroško med letoma 1473 in 1483, ki jih je Unrest kot očividec zvesto in podrobno popisal v svojih kronikah.
Grb in zastava sta bila občini podeljena 29. maja 1989. Zastava je modro-bela, z vključenim občinskim grbom.

## Osebnosti
- Jakob Unrest, (* okoli 1430, †1500) znameniti kronist poznega srednjega veka, deloval je kot župnik v Sv. Martinu pri Teholici in tam tudi umrl.[3]
- Anton Uran, (1920 - 1943), odpornik proti vpoklicu v Wehrmacht, žrtev nacističnega režima

## Spletne povezave
- Gemeinde Techelsberg am Wörther See
- Podatki za Teholica. V: Statistik Austria.